# Verwaltungsgemeinschaft Mittleres Nessetal

La communauté d'administration Mittleres Nessetal.

La Communauté d'administration Mittleres Nessetal (Verwaltungsgemeinschaft Mittleres Nessetal), réunit douze communes de l'arrondissement de Gotha en Thuringe. Elle a son siège dans la commune de Goldbach.
La communauté regroupe 9 594 habitants en 2010 pour une superficie de 108,06 km2 (densité : 89 habitants/km2).
Elle est située dans le nord de l'arrondissement, à la limite avec les arrondissements d'Unstrut-Hainich et de Wartburg au sud-ouest du bassin de Thuringe. Elle tire son nom de la Nesse, affluent de l'Hörsel qui la traverse d'est en ouest.
Communes (population en 2010) : 
- Goldbach (1 694) ;
- Basstädt (691) ;
- Brüheim (532) ;
- Bufleben (1 058) ;
- Friedrichswerth (543) ;
- Haina (487) ;
- Hochheim (461) ;
- Remstädt (950) ;
- Sonneborn (1 250) ;
- Wangenheim (687) ;
- Warza (714) ;
- Westhausen (527).

## Démographie
| 1995  | 2000   | 2005   | 2010  |
| ----- | ------ | ------ | ----- |
| 6 490 | 10 317 | 10 000 | 9 594 |